# Roger Bernadina
Rogearvin Angelo Bernadina (Willemstad, Curaçao, 12 juni 1984) is een Nederlandse honkballer.
Bernadina gooit en slaat linkshandig, speelt als buitenvelder en komt al acht jaar uit in de Amerikaanse Minor League. Nadat hij als kind begonnen was te honkballen op de Nederlandse Antillen kreeg hij in 2001 een contract bij de Canadese club de Montréal Expos. Na zes jaar in de Rookie- en A-divisies behaalde hij in 2007 de AA- en AAA-divisies. In 2002 debuteerde hij voor de GCL Expos in de Gulf Coast League. Van 2003 tot 2006 kwam hij uit voor de Savannah Sand Gnats die uitkomen in de South Atlantic League. Hierna ging hij in 2006 naar de Potomac Nationals die uitkomen in de Carolina League. Ook kwam hij kort uit voor de Nederlandse hoofdklassevereniging DOOR Neptunus tijdens de play-offs voor het Nederlands kampioenschap.
In 2007 begon hij bij de Harrisburg Senators waar hij zijn debuut in de AA-klasse maakte in de Eastern League en promoveerde ook naar het triple A-level dat jaar. Dat jaar kwam hij uit voor het Nederlands honkbalteam en deed mee aan de Europese kampioenschappen waar het team door het winnen ervan zich plaatste voor de Olympische Spelen van 2008 in Peking. Tijdens deze kampioenschappen werd hij uitgeroepen tot beste buitenvelder van het toernooi. Ook kreeg hij van de Nederlandse bond de Guus van der Heijden Memorial Trophy als de beste internationale speler onder de 23 jaar. Op 23 juli 2008 werd bekend dat Bernadina voorkeur geeft aan zijn club boven deelname aan de Spelen.